# Laforêt (immobilier)
 (août 2018).
Laforêt est un réseau d’agences du secteur de l’immobilier français crée en 1991. Laforêt est constitué de près de 700 agences franchisées et de 4 500 employés.

## Historique
L'agence de la forêt a été créée en 1981 lors de l’ouverture d’une première agence immobilière indépendante. En 1991 la franchise « Laforêt » voit le jour.
- 1995 : Laforêt crée sa propre école de vente[2]
- 1996 : Le réseau Laforêt atteint 100 agences franchisées[2]
- 2004 : Le réseau Laforêt atteint 500 agences franchisées[2]
- 2015 : Laforêt noue un partenariat avec l'école de commerce et de management Audencia pour sa formation à la vente[2]
- 2016 : Lancement de la plate-forme de formation digitale[2]
- 2017 : Lancement du service de signature électronique[2]
- 2017 : Rachat du réseau par la holding Arche, holding du groupe Citya immobilier[3].

## Réseau
Présence internationale : Luxembourg

## Activité
Laforêt est spécialisé dans la vente, la location ainsi que dans la gestion locative et le syndic de copropriété. Depuis 2019, l'enseigne s'investit dans une démarche écoresponsable avec l'opération « Plantons avec Laforêt » : 60 000 arbres ont été plantés dont 30 000 en décembre 2020 dans la forêt de Chamagne dans les Vosges.